# Pascal Godart
Pour les articles homonymes, voir Godart.
Pascal Godart (dont l'état civil n'est pas connu) est un pianiste classique français.

## Biographie
Né à Calais, Pascal Godart commence le piano à l'âge de cinq ans auprès de Renée Entremont (la mère du pianiste Philippe Entremont) au Conservatoire de Brive-la-Gaillarde, puis avec Yvonne Loriod-Messiaen et obtient au Conservatoire national supérieur de musique de Paris un premier prix de piano, de musique de chambre et d'accompagnement. Il reçoit également les conseils de Pierre Réach, Elena Varvarova, Vadim Sakharov, Anne Grappotte, Jean Koerner.
Il est lauréat des concours internationaux de piano à Milan (concours Dino Ciani, 1993, 2e prix), Cleveland (concours Robert Casadesus 1989, 4e prix), Tokyo (1992) et Porto (1990, 1er Grand Prix)) et remporte en 1996 à Athènes le Grand Prix Maria Callas avec 10 concertos pour piano et orchestre. Il est ensuite invité par de nombreux orchestres tels que l'Orchestre Pasdeloup, l'Orchestre philharmonique de Nice (Shizuo Kuwahara), l'Orchestre philharmonique de Strasbourg, l'Orchestre Philharmonique de Monte-Carlo, l'Orchestre Philharmonique de Kiev, l'Orchestre de la Jeune Russie (Mark Gorenstein), l'Orchestre Philharmonique de Timisoara (comme chef et soliste), l'Orchestre Philharmonique de Bucarest (Horia Andreescu), l'Augusta Philharmonic Orchestra (Shizuo Kuwahara), le Shanghai Philharmonic Orchestra. À son répertoire figurent les concertos de Ravel, Rachmaninov, Tchaikovsky, Prokofiev, Brahms, Liszt, Mozart, Bach, et ceux de Beethoven parmi d'autres.
En tant que musicien de chambre, il joue notamment avec les violonistes Latica Honda-Rosenberg, Dan Zhu, Raphaël Oleg, Pavel Vernikov, Svetlana Makarova, Gyula Stuller, les violoncellistes Natalia Gutman, Joël Marosi, le Quatuor Psophos, le quatuor Alma. Lors de concerts avec l'orchestre de Dnipropetrovsk, il a interprété les concertos pour piano de Mozart, aussi comme chef d'orchestre. Comme chef d'orchestre et pianiste, il dirige et interprète Mozart avec la Filarmonica Banatul de Timisoara en décembre 2019. Il a enregistré des œuvres de Bach, Liszt, Saint-Saëns, Schubert, Stravinsky, et Dutilleux.

## Enseignement
Nommé professeur de piano à la Haute École de Musique de Lausanne en 2010, Pascal Godart est responsable du Département Piano et Accompagnement depuis 2022. Il enseigne régulièrement à l'Académie de Musique Tibor Varga à Sion ainsi qu'à l'Académie du Grand Paris.
Pascal Godart est membre du jury au Concours Maria Callas 2010 à Athènes, et de la commission de présélection au Concours International de piano de Genève en 2014.

## Discographie
- Henri Dutilleux : Pages de Jeunesse - Sonate pour piano op. 1, Sarabande et cortège avec Marc Trénel (basson), Sonatine pour flûte et piano avec Vincent Lucas (flûte traversière), Choral, Cadence et Fugato avec Daniel Breszynski (trombone), Sonate pour hautbois et piano avec Alexandre Gattet (hautbois) (ASIN B01AMFCL2C)
- Guillaume Lekeu : Sonate pour violon et piano, avec Alexandra Brussilovsky (violon) - Label Suoni e Colori (ASIN B00004VSEU)
- Gabriel Pierné : Sonate pour violon et piano, avec Alexandra Brussilovsky - Label Suoni e Colori (ASIN B00004VSEU)
- Hommage à Jean-Sébastien Bach : Valse-Improvisation sur le nom de Bach de Francis Poulenc, Prélude, Arioso et Fuguette sur le nom de Bach d'Arthur Honegger, Fugue sur le nom de Bach d'Albert Roussel, Ricercare sur le nom de Bach d'Alfredo Casella, Prelude à une fugue imaginaire de Gian Francesco Malipiero, Feuillet d'album de Charles Koechlin, Six Variations sur le thème de Bach de Rimski-Korsakov, Prélude et Fugue sur le mot de B.A.C.H.de Franz Liszt, Extrait du Clavier bien tempéré de Jean-Sébastien Bach - Label Triton DICC-26063  (EAN 5902176505011)
- Musique française pour piano et basson avec Marc Trénel[8] de Collection de l'Orchestre de Paris : Hallucinations d'Alain Bernaud, Concertino de Marcel Bitsch Interférences de Roger Boutry, Trois Pièces op. 34 de Charles Koechlin, Sonate de Camille Saint-Saëns, Sonatine d'Alexandre Tansman, avec Marc Trénel (basson) - Label Indesens 2008  (EAN 3760039839336)
- Camille Saint-Saëns : Intégrale de la musique de chambre avec instruments à vent (avec les Solistes de l'Orchestre de Paris) - Septuor op. 65, Romances pour cor et piano op. 36 et op. 67, Tarentelle pour clarinette, flûte et piano op. 6, extraits du Carnaval des Animaux, Romance pour flûte et piano op. 37, Cavatine pour trombone et piano op. 144, Caprice sur des airs danois et russes op. 79, Sonate pour clarinette et piano op. 167, Prière pour basson et piano op. 158, Odelette pour flûte et piano op.162, Sonate pour basson et piano op.168. Avec André Cazalet (cor), Guillaume Cottet-Dumoulin (trombone), Olivier Debresse (clarinette)[9], Vincent Lucas (flûte)[10], Marc Trénel (basson)[8], Philippe Berrod (clarinette), Eichi Chijiwa et Angélique Loyer (violons), Ana Bela (alto), Emmanuel Gaugué (violoncelle), Bernard Cazauran (contrebasse), Pascal Godart et Laurent Wagschal au piano - Label Indesens 2009 INDE010  (EAN 3760039839343)